# 고흥길
고흥길(高興吉, 1944년 8월 13일~)은 대한민국의 정치인이자 스페셜올림픽코리아(Special Olympics Korea)의 회장이다. 
충청남도 청양 출생이다. 한나라당 당적으로 제16대 국회의원에 당선되었으며, 이후 17·18대 국회의원 선거에서 당선되며 3선 의원을 지냈다. 제18대 국회 전반기 문화체육관광방송통신위원회에서 위원장으로 활동하다가 한나라당 정책위의장을 맡았다.

## 생애
고흥길은 1944년 충남 청양 비봉에서 출생하였으며, 서울돈암초등학교, 동성중학교, 동성고등학교를 졸업하였고, 서울대학교 정치학과에서 학사 학위 취득하였다. 경남대학교 북한대학원 정치학 석사를 끝내고, 중앙일보 편집국장과 정치부장, 논설위원 등으로 활동하다가 제16대 국회에 입문하였다.
1969년 3월 15일 육군 병장 만기제대로 병역을 마쳤으며, 장남도 1993년 병장으로 만기 제대하였다. 제18대 국회에 신고된 내역으로 (사)한국혈액암협회 회장, 대한속기사협회 회장, 운경재단 이사 등을 겸직하고 있다. 누나로는 성우이자 소설가인 고은정이 있다.

## 학력
- 서울돈암초등학교 졸업
- 동성중학교 졸업
- 동성고등학교 졸업
- 서울대학교 정치학 학사
- 경남대학교 북한대학원 정치학 석사

## 정치 활동
문화체육관광방송통신위원회의 상임위원장으로 활동하고 있으며, 2008년 9월 29일 관광진흥개발기금법 일부개정법률안과 모자보건법 일부개정법률안, 2008년 10월 31일, "전통사찰보존법 일부개정법률안" 등을 대표발의하였다.

## 논란
주요 일간지 언론인 출신으로 여러 이익 챙기기 행보로 비판을 받았다.
- 4대 개혁입법 반대 - 17대 국회 여야 협상 과정에서 문방위 위원으로 '언론개혁법 통과시 탈당하겠다'라는 주장을 했다.
- 미디어법 직권상정 - 2009년 2월 당시 국회 상임위 문화체육관광방송통신 위원장이었던 고흥길은 대기업과 신문사의 방송진출을 허가하는 미디어법을 직권상정처리해 비난을 받았다. 또한, 2012년 특임장관 청문회당시, 국민편익을 위한 어쩔 수 없는 조치였다.'고 변명해 또 다시 비난을 받았다.[3]

## 수상
- 2001년 : 국정 감사 모니터단 선정 우수 국정감사 의원

## 역대 선거 결과
|  | 51.84% |

|  | 54.08% |

|  | 64.73% |

## 소속 정당
| 소속 정당 | 소속 정당  | 소속 기간 | 비고      |
| --------- | ---------- | --------- | --------- |
|           | 신한국당   | 1997      | 정계 입문 |
|           | 한나라당   | 1997~2012 | 합당      |
|           | 새누리당   | 2012~2017 | 당명 변경 |
|           | 자유한국당 | 2017~2020 | 당명 변경 |
|           | 미래통합당 | 2020      | 합당      |
|           | 국민의힘   | 2020~현재 | 당명 변경 |

## 같이 보기
- 성남시 분당구 갑
- 성남시 분당구의 국회의원
- 대한민국의 특임장관